# Hành khúc bộ đội pháo binh Liên Xô
"Hành khúc bộ đội pháo binh" (tiếng Nga: Марш артиллеристов | Marsh artilleristov), còn được gọi là "Hành khúc các pháo thủ", là một bài hát Liên Xô viết lời năm 1943 bởi Viktor Gusev và soạn nhạc bởi Tikhon Khrennikov.

## Lời bài hát

### Lời bài hát gốc năm 1943
| Lời | Tiếng Nga | Bản dịch |
| --- | --- | --- |
| 1   | Горит в сердцах у нас любовь к земле родимой, Идём мы в смертный бой за честь родной страны. Пылают города, охваченные дымом, Гремит в седых лесах суровый бог войны. Артиллеристы, Сталин дал приказ! Артиллеристы, зовёт Отчизна нас! Из сотен тысяч батарей За слёзы наших матерей, За нашу Родину — огонь! Огонь!   | Cháy bỏng trong tim ta là tình yêu quê hương, tình yêu tổ quốc này. Ta xông vào tử chiến vì danh dự của Tổ quốc thân yêu. Thành phố vẫn đang rực cháy, khói lửa vẫn đang cao ngút trời. Thần chiến tranh vẫn đang gầm vang khu rừng sâu ngoài kia Các đồng chí pháo binh, Stalin đã ban lệnh! Các đồng chí pháo binh, Tổ quốc đang kêu gọi ta! Hàng ngàn hàng trăm khẩu pháo của ta, vì nước mắt mẹ già chúng ta Vì Mẹ Tổ quốc chúng ta, khai hỏa! Khai hỏa! |
| 2   | Узнай, родная мать, узнай жена-подруга, Узнай, далёкий дом и вся моя семья, Что бьёт и жжёт врага стальная наша вьюга, Что волю мы несём в родимые края! Артиллеристы, Сталин дал приказ! Артиллеристы, зовёт Отчизна нас! Из сотен тысяч батарей За слёзы наших матерей, За нашу Родину — огонь! Огонь!                | Hãy nhìn xem, hỡi mẹ thân yêu, hỡi người vợ thân yêu ơi! Hãy nhìn xem, hỡi các gia đình và ngôi nhà xa xăm! Trận bão thép lửa của ta sẽ thiêu đốt và quật ngã quân thù. Chúng ta sẽ mang lại tự do cho Tổ quốc thân yêu. Các các đồng chí pháo binh, Stalin đã ban lệnh Các các đồng chí pháo binh, Tổ quốc đang kêu gọi! Hàng ngàn hàng trăm khẩu pháo của ta, vì nước mắt mẹ già chúng ta Vì Mẹ Tổ quốc chúng ta, khai hỏa! Khai hỏa!                      |
| 3   | Пробьёт победы час, придёт конец походам. Но прежде чем уйти к домам своим родным, В честь нашего Вождя, в честь нашего народа Мы радостный салют в победный час дадим! Артиллеристы, Сталин дал приказ! Артиллеристы, зовёт Отчизна нас! Из сотен тысяч батарей За слёзы наших матерей, За нашу Родину — огонь! Огонь! | Chiến thắng sẽ đến, ngày kết thúc chiến tranh sẽ đến! Nhưng trước lúc trở về căn nhà thân yêu Để tôn kính Lãnh tụ ta, để tôn kính nhân dân ta, Chúng ta sẽ bắn súng ăn mừng trong giờ phút chiến thắng! Các các đồng chí pháo binh, Stalin đã ban lệnh Các các đồng chí pháo binh, Tổ quốc đang kêu gọi! Hàng ngàn hàng trăm khẩu pháo của ta, vì nước mắt mẹ già chúng ta Vì Mẹ Tổ quốc chúng ta, khai hỏa! Khai hỏa!                                       |

### Lời bài hát năm 1954
Do phong trào phi Stalin hóa sau cái chết của Stalin vào năm 1953, một số câu hát đã được sửa đổi lại để xóa bỏ ảnh hưởng của sự sùng bái Stalin.
| Lời | Tiếng Nga | Bản dịch |
| --- | --- | --- |
| 1   | Горит в сердцах у нас любовь к земле родимой, Идём мы в смертный бой за честь родной страны. Пылают города, охваченные дымом, Гремит в седых лесах суровый бог войны. Артиллеристы, точный дан приказ! Артиллеристы, зовёт Отчизна нас! Из многих тысяч батарей За слёзы наших матерей, За нашу Родину — огонь! Огонь!   | Cháy bỏng trong tim ta là tình yêu quê hương, tình yêu tổ quốc này. Ta xông vào tử chiến vì danh dự của Tổ quốc thân yêu. Thành phố vẫn đang rực cháy, khói lửa vẫn đang cao ngút trời. Thần chiến tranh vẫn đang gầm vang khu rừng sâu ngoài kia Các đồng chí pháo binh, lệnh bắn đã được ban hành! Các đồng chí pháo binh, Tổ quốc đang kêu gọi ta! Hàng ngàn hàng trăm khẩu pháo của ta, vì nước mắt mẹ già chúng ta, Vì Mẹ Tổ quốc chúng ta, khai hỏa! Khai hỏa! |
| 2   | Узнай, родная мать, узнай жена-подруга, Узнай, далёкий дом и вся моя семья, Что бьёт и жжёт врага стальная наша вьюга, Что волю мы несём в родимые края! Артиллеристы, точный дан приказ! Артиллеристы, зовёт Отчизна нас! Из многих тысяч батарей За слёзы наших матерей, За нашу Родину — огонь! Огонь!                | Hãy nhìn xem, hỡi mẹ thân yêu, hỡi người vợ thân yêu ơi! Hãy nhìn xem, hỡi các gia đình và ngôi nhà xa xăm! Trận bão thép lửa của ta sẽ thiêu đốt và quật ngã quân thù. Chúng ta sẽ mang lại tự do cho Tổ quốc thân yêu. Các đồng chí pháo binh, lệnh bắn đã được ban hành! Các đồng chí pháo binh, Tổ quốc đang kêu gọi ta! Hàng ngàn hàng trăm khẩu pháo của ta, vì nước mắt mẹ già chúng ta, Vì Mẹ Tổ quốc chúng ta, khai hỏa! Khai hỏa!                          |
| 3   | Пробьёт победы час, придёт конец походам. Но прежде чем уйти к домам своим родным, В честь армии родной, в честь нашего народа Мы радостный салют в победный час дадим! Артиллеристы, точный дан приказ! Артиллеристы, зовёт Отчизна нас! Из многих тысяч батарей За слёзы наших матерей, За нашу Родину — огонь! Огонь! | Ngày chiến thắng, ngày kết thúc chiến tranh phải đến! Nhưng trước lúc trở về căn nhà thân yêu Để tôn kính quân đội ta, để tôn kính nhân dân ta, Chúng ta sẽ bắn súng ăn mừng trong giờ phút chiến thắng! Các đồng chí pháo binh, lệnh bắn đã được ban hành! Các đồng chí pháo binh, Tổ quốc đang kêu gọi ta! Hàng ngàn hàng trăm khẩu pháo của ta, vì nước mắt mẹ già chúng ra, Vì Mẹ Tổ quốc chúng ta, khai hỏa! Khai hỏa!                                          |

### Lời bài hát năm 1970
Dưới thời Brezhnev, Đảng Cộng sản Liên Xô lại được nhấn mạnh, vì vậy bài hát lại đổi lời lần nữa.
| Lời | Tiếng Nga | Bản dịch |
| --- | --- | --- |
| 1   | Горит в сердцах у нас любовь к земле родимой, Идём мы в смертный бой за честь родной страны. Пылают города, охваченные дымом, Гремит в седых лесах суровый бог войны. Артиллеристы, точный дан приказ! Артиллеристы, зовёт Отчизна нас! Из многих тысяч батарей За слёзы наших матерей, За нашу Родину — огонь! Огонь!    | Cháy bỏng trong tim ta là tình yêu quê hương, tình yêu tổ quốc này. Ta xông vào tử chiến vì danh dự của Tổ quốc thân yêu. Thành phố vẫn đang rực cháy, khói lửa vẫn đang cao ngút trời. Thần chiến tranh vẫn đang gầm vang khu rừng sâu ngoài kia Các đồng chí pháo binh, lệnh bắn đã được ban hành! Các đồng chí pháo binh, Tổ quốc đang kêu gọi ta! Hàng ngàn hàng trăm khẩu pháo của ta, vì nước mắt mẹ già chúng ta, Vì Mẹ Tổ quốc chúng ta, khai hỏa! Khai hỏa! |
| 2   | Узнай, родная мать, узнай жена-подруга, Узнай, далёкий дом и вся моя семья, Что бьёт и жжёт врага стальная наша вьюга, Что волю мы несём в родимые края! Артиллеристы, точный дан приказ! Артиллеристы, зовёт Отчизна нас! Из многих тысяч батарей За слёзы наших матерей, За нашу Родину — огонь! Огонь!                 | Hãy nhìn xem, hỡi mẹ thân yêu, hỡi người vợ thân yêu ơi! Hãy nhìn xem, hỡi các gia đình và ngôi nhà xa xăm! Trận bão thép lửa của ta sẽ thiêu đốt và quật ngã quân thù. Chúng ta sẽ mang lại tự do cho Tổ quốc thân yêu. Các đồng chí pháo binh, lệnh bắn đã được ban hành! Các đồng chí pháo binh, Tổ quốc đang kêu gọi ta! Hàng ngàn hàng trăm khẩu pháo của ta, vì nước mắt mẹ già chúng ta, Vì Mẹ Tổ quốc chúng ta, khai hỏa! Khai hỏa!                          |
| 3   | Пробьёт победы час, придет конец походам. Но прежде чем уйти к домам своим родным, В честь партии родной, в честь нашего народа Мы радостный салют в победный час дадим! Артиллеристы, точный дан приказ! Артиллеристы, зовёт Отчизна нас! Из многих тысяч батарей За слёзы наших матерей, За нашу Родину — огонь! Огонь! | Ngày chiến thắng, ngày kết thúc chiến tranh phải đến! Nhưng trước lúc trở về căn nhà thân yêu Để tôn kính Đảng ta, để tôn kính nhân dân ta, Chúng ta sẽ bắn súng ăn mừng trong giờ phút chiến thắng! Các đồng chí pháo binh, lệnh bắn đã được ban hành! Các đồng chí pháo binh, Tổ quốc đang kêu gọi ta! Hàng ngàn hàng trăm khẩu pháo của ta, vì nước mắt mẹ già chúng ta, Vì Mẹ Tổ quốc chúng ta, khai hỏa! Khai hỏa!                                              |

### Lời bài hát sau năm 1995
Trong năm 1995, lời bài hát được hát lại theo phiên bản gốc năm 1943.